# Aphengium cupreum
Aphengium cupreum – gatunek chrząszcza z rodziny poświętnikowatych i podrodziny Scarabaeinae.

## Taksonomia
Gatunek ten opisany został po raz pierwszy w 1897 roku przez Johna W. Shippa na łamach „Novitates Zoologicae”. Lokalizacją typową jest Reserva Natural Vale w Linhares w brazylijskim stanie Espírito Santo.

## Morfologia
Chrząszcz o ciele długości od 7 do 10 mm. Głowa u samca jest z wierzchu gęsto pokryta niestykającymi się, zwykle oddalonymi na co najmniej dwie swoje średnice, często eliptycznymi punktami dołkowatymi; u samicy punkty te zwykle stykają się ze sobą, a przód i środek wierzchu głowy są pomarszczone. Przedplecze ma kąty przednie wynoszące 70°, kąty boczne większe niż 90°, krawędzie między kątami bocznymi a tylnymi proste, a powierzchnię pozbawioną błyszczącej nabrzmiałości na przedzie, pokrytą porośniętymi szczecinkami, niestykającymi się punktami dołkowatymi, po bokach i w tyle większymi niż na przedzie; u samic punktowanie środka przedplecza jest rzadsze, mniejsze i płytsze niż u samców. Podługowato-owalne, lekko wysklepione pokrywy gęsto porośnięte są wyraźnymi szczecinkami oraz pokryte dołkowatymi punktami na dysku oddalonymi od siebie na co najmniej dwie średnice. Genitalia samca mają równe mniej więcej połowie długości fallobazy, na szczycie wyostrzone paramery o niemal prostych krawędziach grzbietowych i lekko zakrzywionych dowewnętrznie krawędziach brzusznych.

## Ekologia i występowanie
Owad ten zasiedla pierwotne, nizinne lasy deszczowe formacji Mata Atlântica. Postacie dorosłe żerują na odchodach ssaków.
Gatunek neotropikalny, endemiczny dla Brazylii, znany ze stanów Minas Gerais i Espírito Santo.